# 5410 Spivakov
5410 Spivakov eller 1967 DA är en asteroid i huvudbältet som upptäcktes den 16 februari 1967 av den ryska astronomen Tamara Smirnova vid Krims astrofysiska observatorium på Krim. Den har fått sitt namn efter Vladimir Spivakov.
Asteroiden har en diameter på ungefär 9 kilometer.